# Камское Устье
Ка́мское У́стье (тат.  Кама Тамагы) — посёлок городского типа, административный центр Камско-Устьинского района Республики Татарстан.

## Географическое положение
Посёлок расположен на правом берегу Волги (Куйбышевское водохранилище) напротив места впадения Камы, в 65 км к югу от Казани. Автомобильными дорогами местного значения соединён с Апастово, Тетюшами и Верхним Услоном. Имеется пристань. Железных дорог нет.

## История
Населённый пункт основан в 1650 году. Первоначально носил название Богородское.
До 1920 года село Богородское было центром Богородской волости Тетюшского уезда Казанской губернии. С 1920 года находилось в составе Тетюшского кантона Татарской АССР. В 1925 году получило современное название.
Статус посёлка городского типа — с 1939 года.

## Население
| 1959  | 1970  | 1979  | 1989  | 2002  | 2003  | 2004  | 2005  | 2006  |
| ----- | ----- | ----- | ----- | ----- | ----- | ----- | ----- | ----- |
| 4853  | ↘4236 | ↘4122 | ↗4367 | ↗4451 | ↘4100 | ↗4400 | ↘4341 | ↗4345 |
| 2007  | 2009  | 2010  | 2011  | 2012  | 2013  | 2014  | 2015  | 2016  |
| ↘4336 | ↘4286 | ↗4482 | ↘4479 | ↘4461 | ↗4532 | ↘4487 | ↗4496 | ↘4462 |
| 2017  | 2018  | 2019  | 2020  | 2021  |       |       |       |       |
| ↘4427 | ↘4415 | ↘4401 | ↗4410 | ↘4391 |       |       |       |       |

## Экономика
Камско-Устьинский маслодельный завод (филиал ОАО «Вамин-Татарстан»)

## Достопримечательности
- Музей истории Камско-Устьинского района[25]
- Гора Лобач, с которой открывается живописная панорама Волги. Государственный заказник;
- Естественные пещеры на берегу Волги (Юрьевская, Коннодольская и др.);
- Родник «Святой колодец», известный c XIX века. В настоящее время восстанавливаются родник и часовня;
- Мечеть (построена в 2000 году).
- Церковь Пресвятой Богородицы (открыта в 2005 году)